# أزرار الكبس

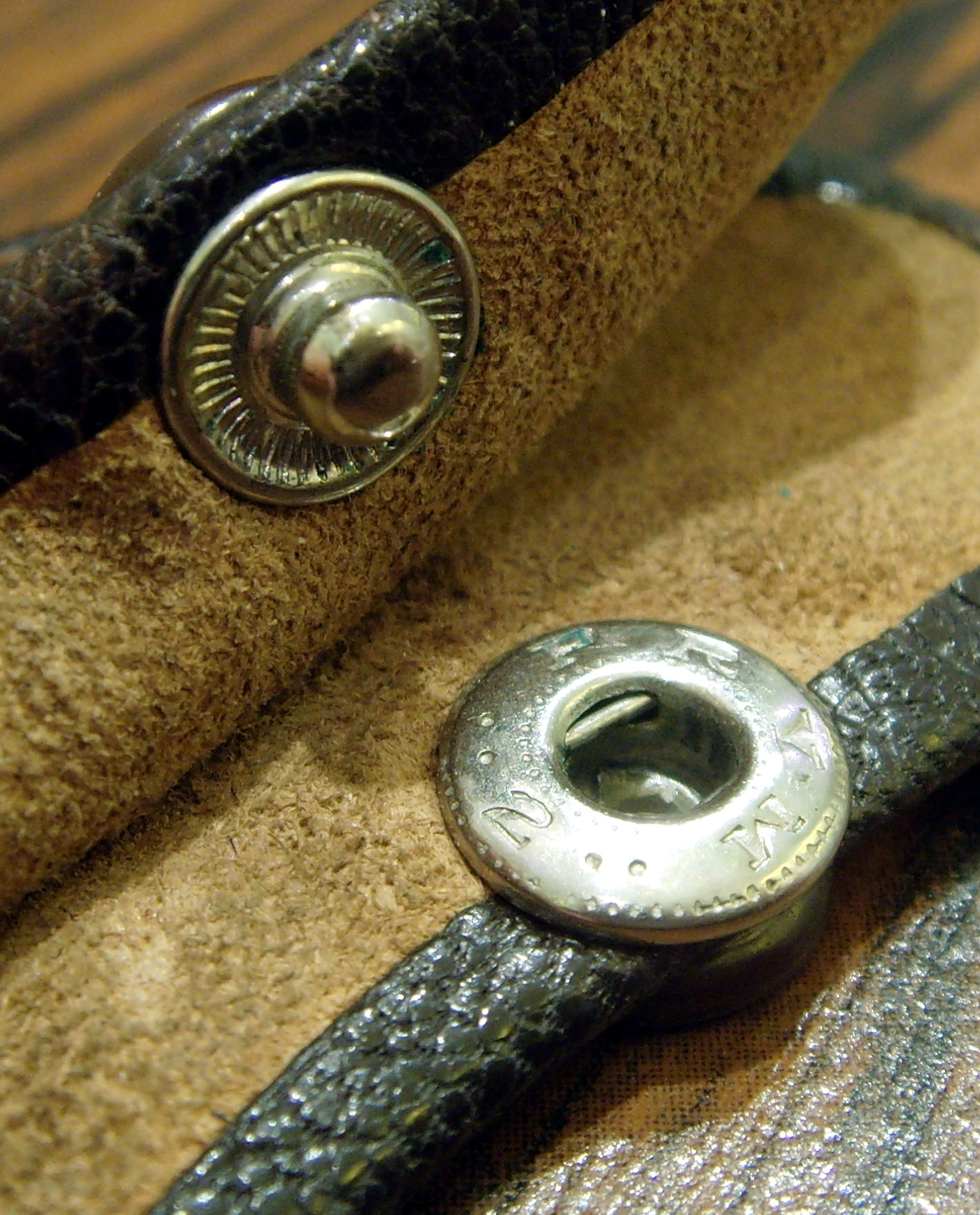
زوجين من ازرار الفرقعة على ثوب من الجلد. يحتوي القرص السفلي (الانثى) على ثقب، ينغلق على القرص المقابل له (الذكر) عند تطبيق عملية الضغط.

أزرار الكبس (بالإنجليزية: Snap fastener)، وتسمى أيضًا: أزرار الفرقعة (snap button)، ومسمار الضغط (press stud)، ومشبك الضغط (press fastener)، ومشبك القبة (dome fastener)، والبوبر (popper) وزر التيش (tich button) ويُختصر باسم الفرقعة أو (snap) أو تيش (tich).
هي عبارة عن زوج من الأقراص المتشابكة، مصنوعة من المعدن أو البلاستيك، وتستخدم بشكل شائع بدلاً من الازرار التقليدية لربط أو تثبيت الملابس ولأغراض مماثلة. يتلاءم قرص القبة الدائرية (الانثى) الموجودة أسفل أحد الأقراص مع قرص المسمار (الذكر) الموجود أعلى القرص الآخر الذي تشبك أو تكبس عليه، ومع الانسيابية في التصميم تسمح بانزلاقهما وتشابكهما بسرعة، لتطبيق قدر معين من قوة التماسك. يمكن ربط أنواع مختلفة من الأزرار بالقماش أو الجلد عن طريق التثبيت باستخدام مجموعة من الأزرار والقالب الخاصة بنوع زر البرشام المستخدمة و(ضرب المثقاب بمطرقة لأبعاد الزوائد) أو باستخدام الخياطة أو التحكم باستخدام كماشة خاصة (Snap fastener pliers).
تعد أزرار الكبس المعروفة بأزرار الفرقعة من التفاصيل المميزة في الملابس الغربية الأمريكية وغالبًا ما يتم اختيارها أيضًا لملابس الأطفال، حيث يسهل على الأطفال استخدامها نسبيًا مقارنة بالأزرار التقليدية.

## الاختراع
ملف:Double-sided button snap cuff link.jpg
تم تسجيل براءة اختراع ازرار الفرقعة الحديثة من قبل المخترع الألماني هيريبرت باور في عام 1885 باسم فيدركنوبف-فيرشلوس (Federknopf-Verschluss)، وهو قفل جديد لسراويل الرجال. وينسب بعض الجمهور الاختراع إلى "بيرتل ساندرز" من الدنمارك. وفي عام 1886، حصل ألبرت بيير ريموند، من غرونوبل، على براءة اختراع أيضًا. كانت هذه الإصدارات الأولى تحتوي على نابض على شكل حرف S في القرص "الذكر" بدلاً من ثقب قرص الانثى. يُنسب أيضًا إلى المخترع الأسترالي ميرا جولييت فاريل اختراع "ازرار مسمار الضغط بدون خياطة" و"الخطاف والعين بدون خياطة". في أمريكا وضع جاك ويل (1901-2008) ازرار فرقعة على قمصانه الغربية الشهيرة، مما أدى إلى انتشار الموضة بها. تنتج شركة Prym أدوات ازرار الفرقعة منذ عام 1903.

## الاستخدام

زر كبس مزدوج الجوانب

تم دمج أزرار الفرقعة في المعدات العسكرية لسرعة استخدامها، والحرية النسبية من الازعاج، وسهولة فك التشابك عند الإمساك بها. لقد تم تكييفها بشكل خاص مع معدات المظليين بسبب خطر الأفخاخ في الخطوط التي لا تعد ولا تحصى التي تتسبب بتشابك المظلة مع مظلة آخرى.
تم اعتمادها أيضًا للاستخدام مع حافظات إنفاذ القانون (law enforcement holsters) كمسدس الشرطي وغيرها من الملحقات العديدة لأسباب مماثلة - تم استبدالها إلى حد كبير مع لاصق فيلكرو في العقود الأخيرة.
واستخدمت أزرار مسمار الضغط (Press studs) في مسابقات رعاة البقر منذ الثلاثينيات فصاعدًا، لسرعة خلعها إن علق القميص في السرج في حالة السقوط.[بحاجة لمصدر]. دخلت أزرار اللؤلؤ الاصطناعي الموضة الغربية الأمريكية السائدة خلال الخمسينيات من القرن الماضي، عندما قام رعاة البقر المغنيون مثل جين أوتري وروي روجرز بدمجها في قمصانهم المسرحية المطرزة والمهدبة.

## معرض صور

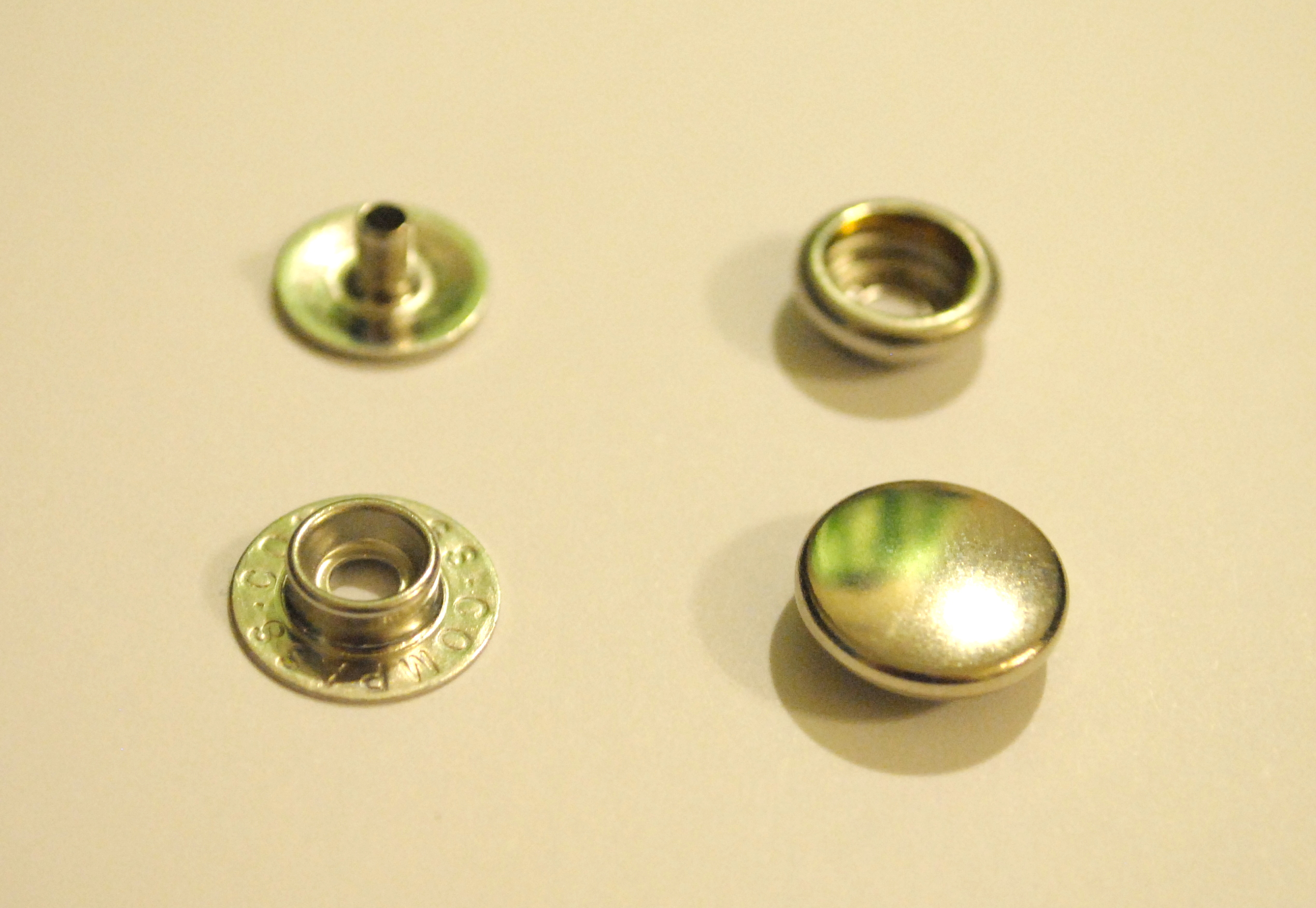
أربع قطع من عنصر التثبيت البرشام: من أعلى اليسار، "الثقب" و"المقبس" و"الغطاء" و"المسمار".
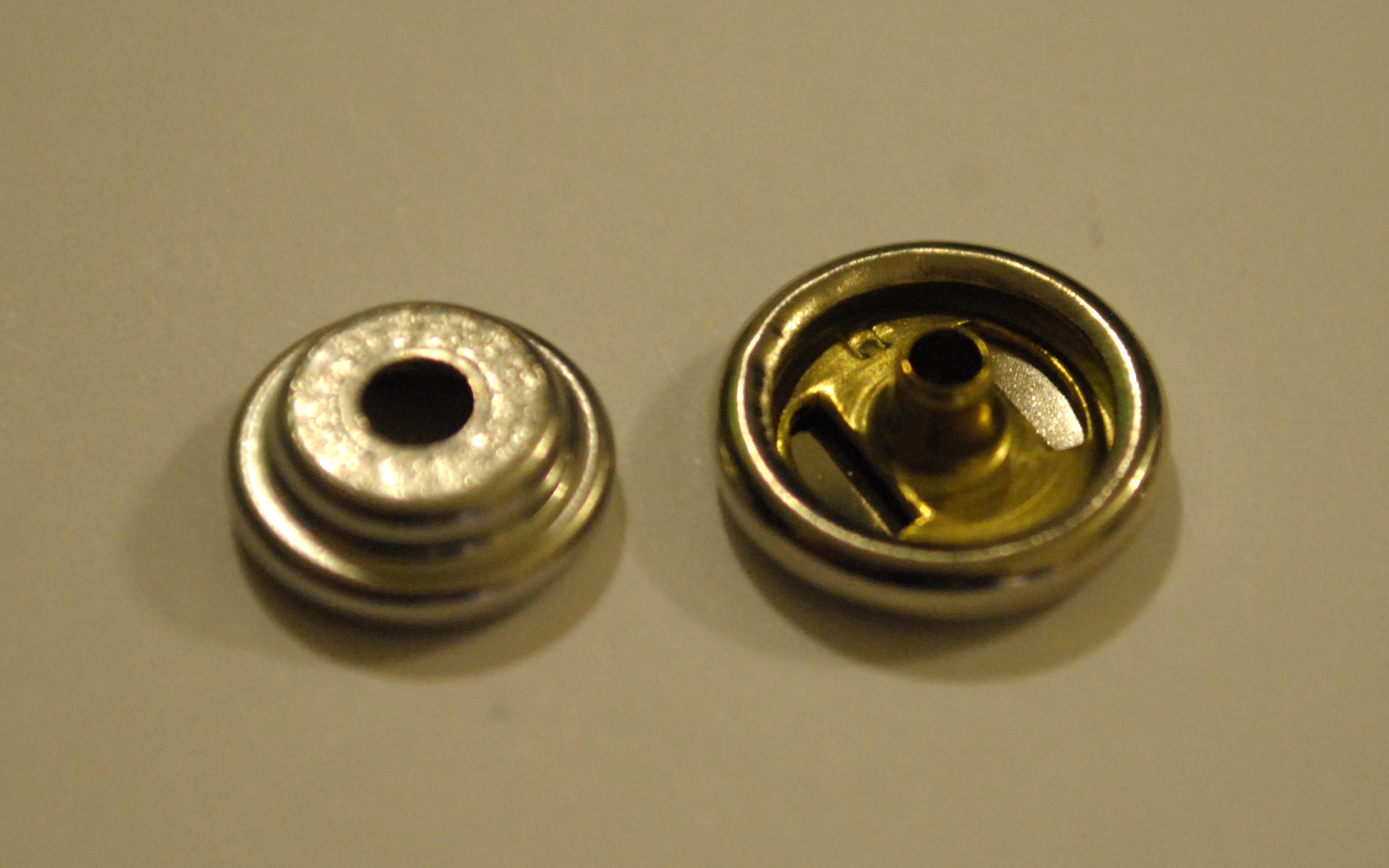
المقبس والغطاء، "الأجزاء الأنثوية" من ازرار الكبس.
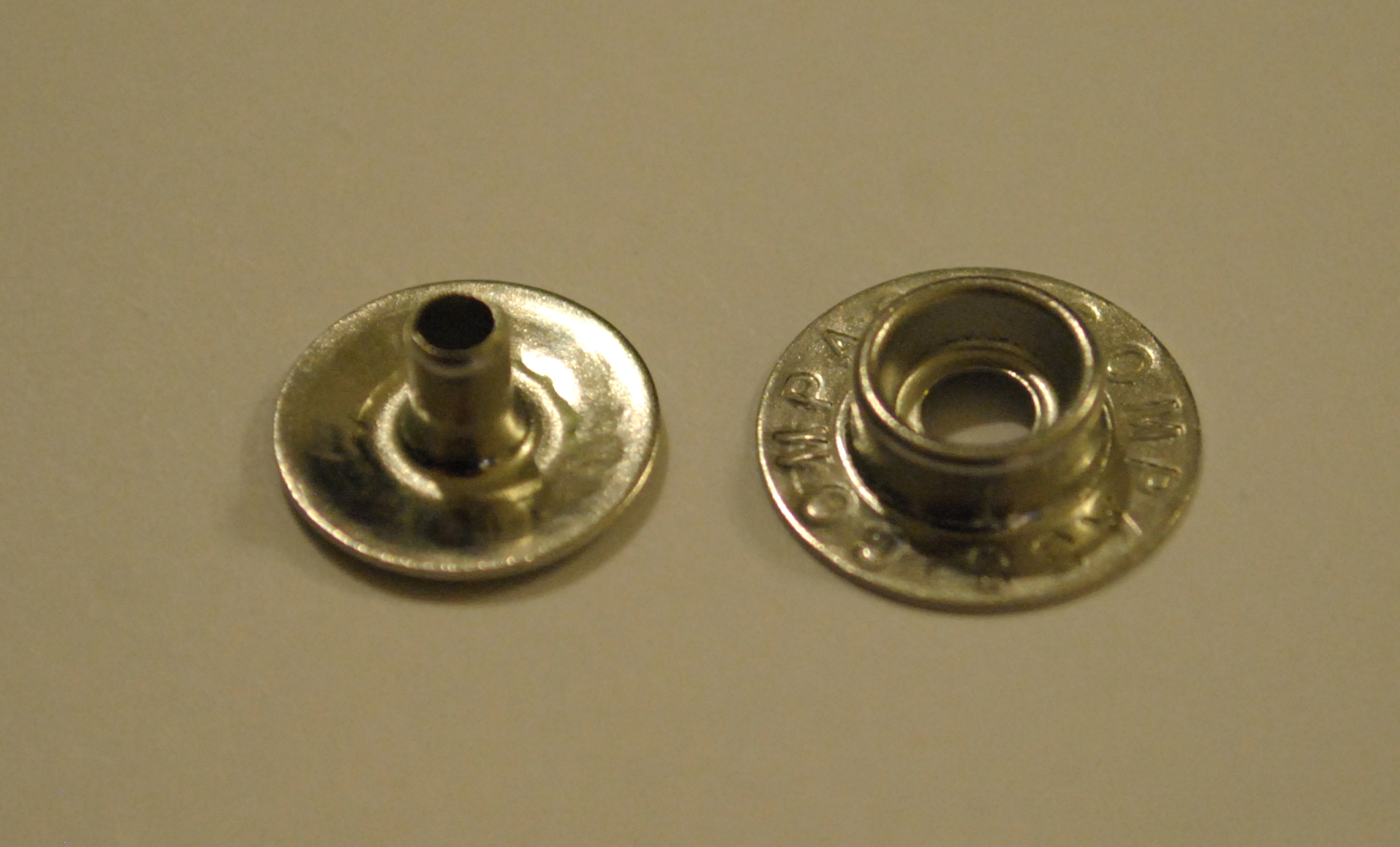
الثقب والمسمار "الأجزاء "الذكرية" من ازرار الكبس.
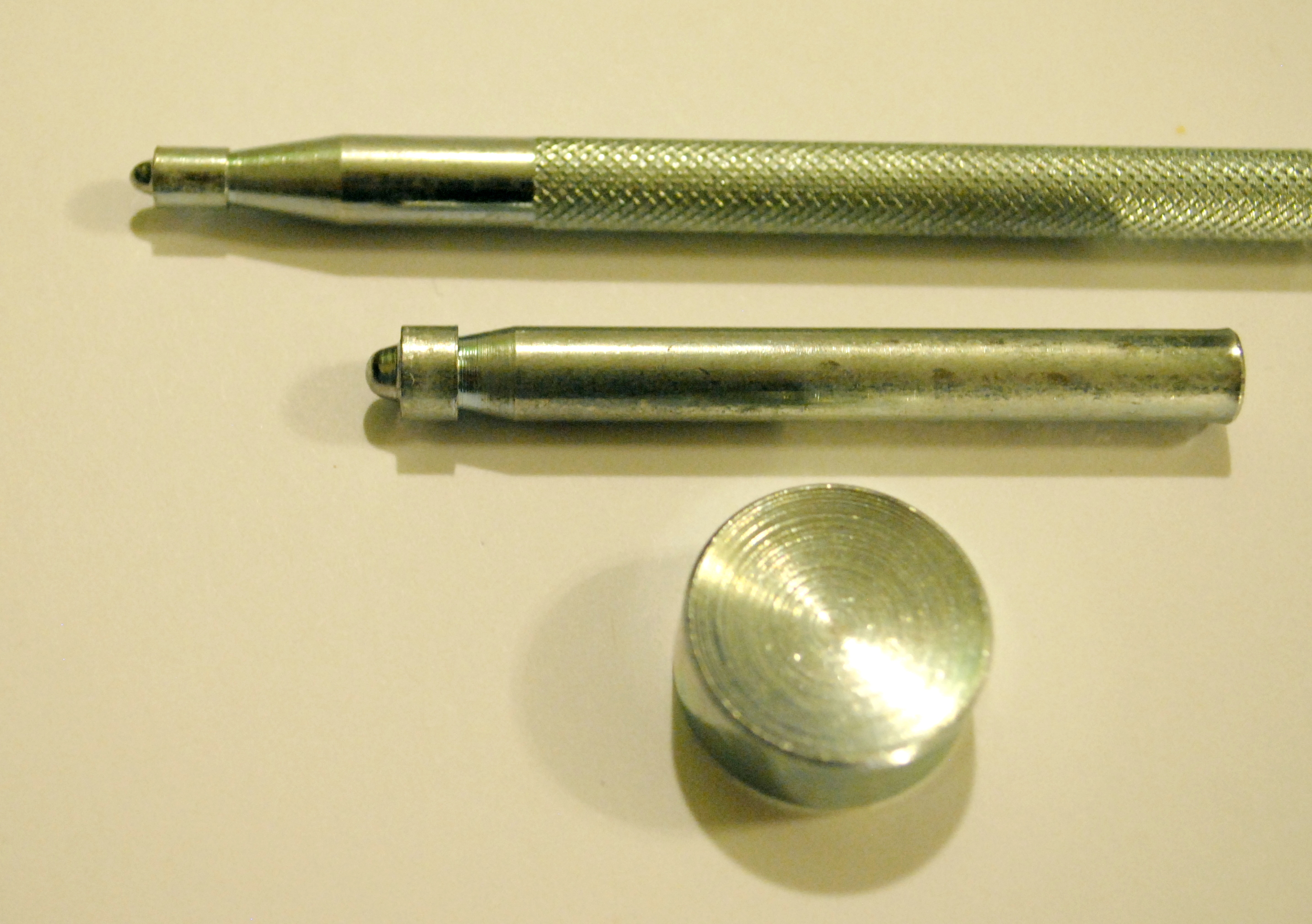
الأدوات المستخدمة في تثبيت ازرار الكبس.